# Katedra św. Józefa w Columbus
Katedra św. Józefa w Columbus – główny kościół diecezji Columbus oraz siedziba biskupa tejże diecezji. 

## Historia
Zbudowana w stylu neogotyckim według projektu Michaela Hardinga i Roberta T. Brookesa. Budowę rozpoczęto w 1866 za sprawą proboszcza parafii św. Patryka w Columbus Edwarda Fitzgeralda (1833-1907), późniejszego biskupa Little Rock. Kamień węgielny wmurowano 11 listopada 1866. W 1867 nowym proboszczem u św. Patryka został biskup pomocniczy Cincinnati Sylvester Horton Rosecrans. Kontynuował nadzór nad pracami budowlanymi, będąc od 3 marca 1868 ordynariuszem nowo utworzonej diecezji z siedzibą w Columbus. Jako katedrę wybrano właśnie kościół św. Józefa. Pierwsza msza św. odprawiona została tam na Boże Narodzenie 1872. Niedługo później wzniesiono marmurowe ołtarze boczne ufundowane przez kardynała Johna McCloskeya z Nowego Jorku. Uroczysta konsekracja świątyni odbyła się 20 marca 1878, a obrzędu dokonał bp Rosecrans, który zmarł nagle dzień później, przeżywszy 51 lat.

## Galeria zdjęć

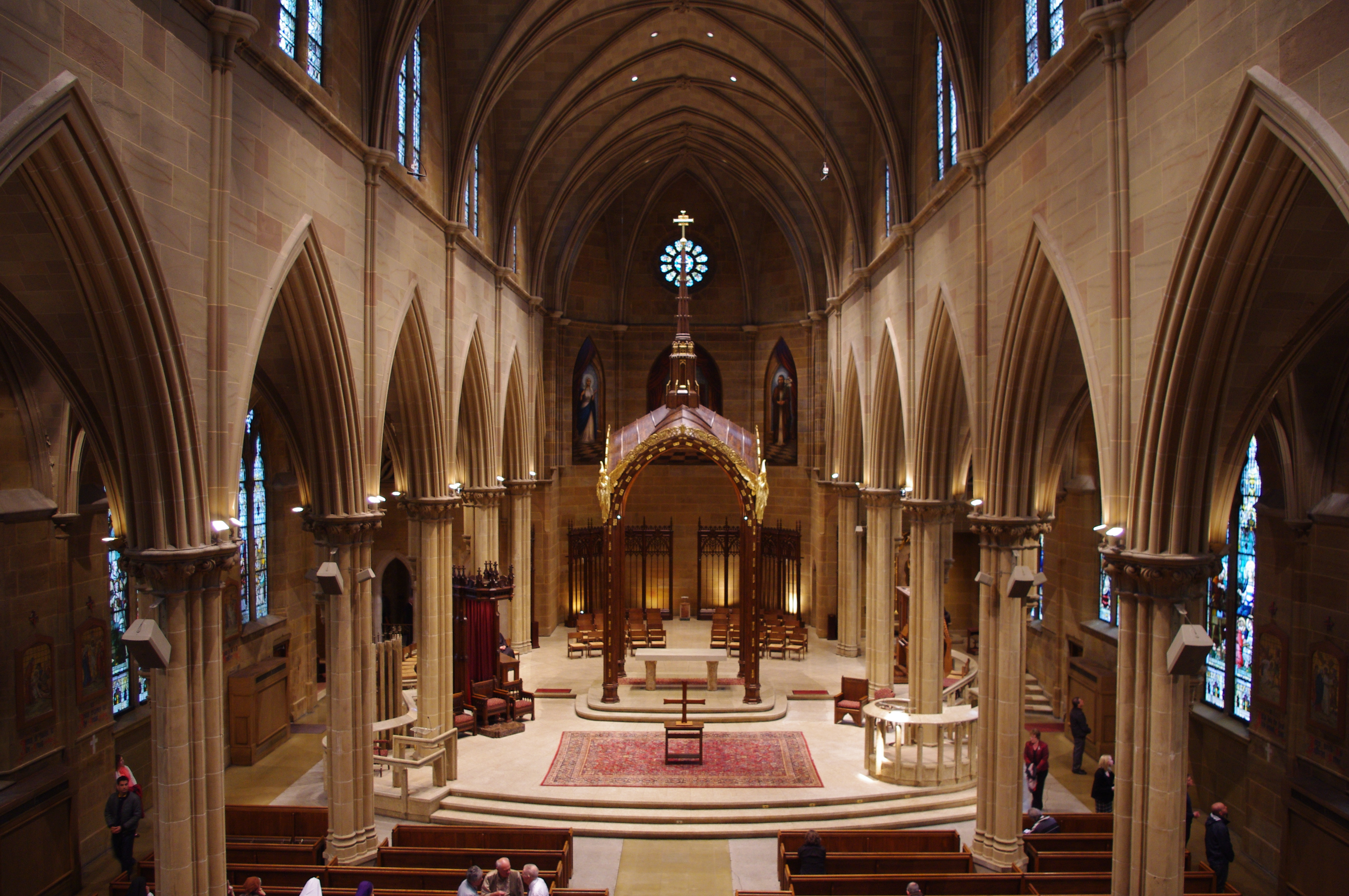
Wnętrze katedry
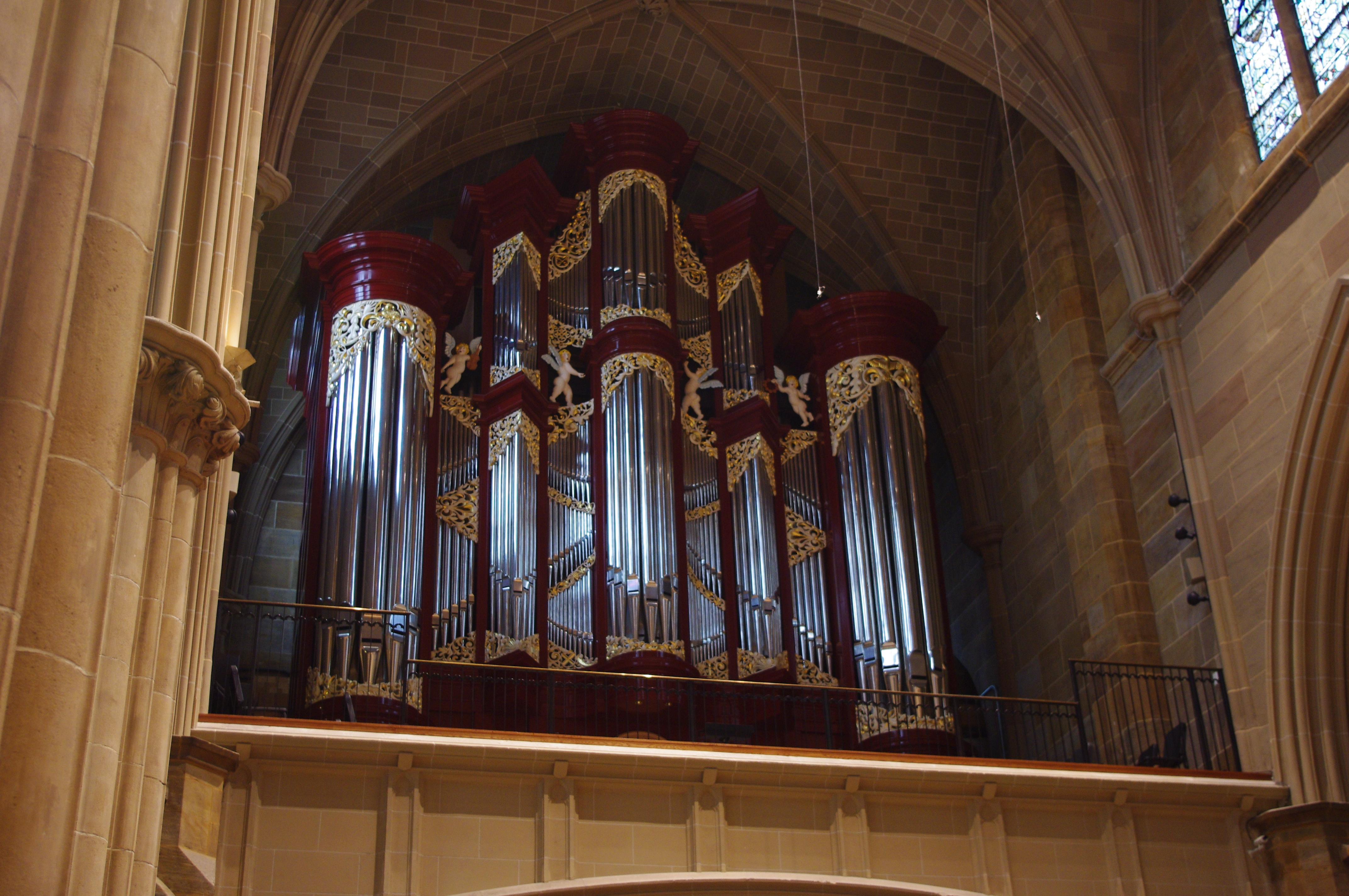
Prospekt organowy
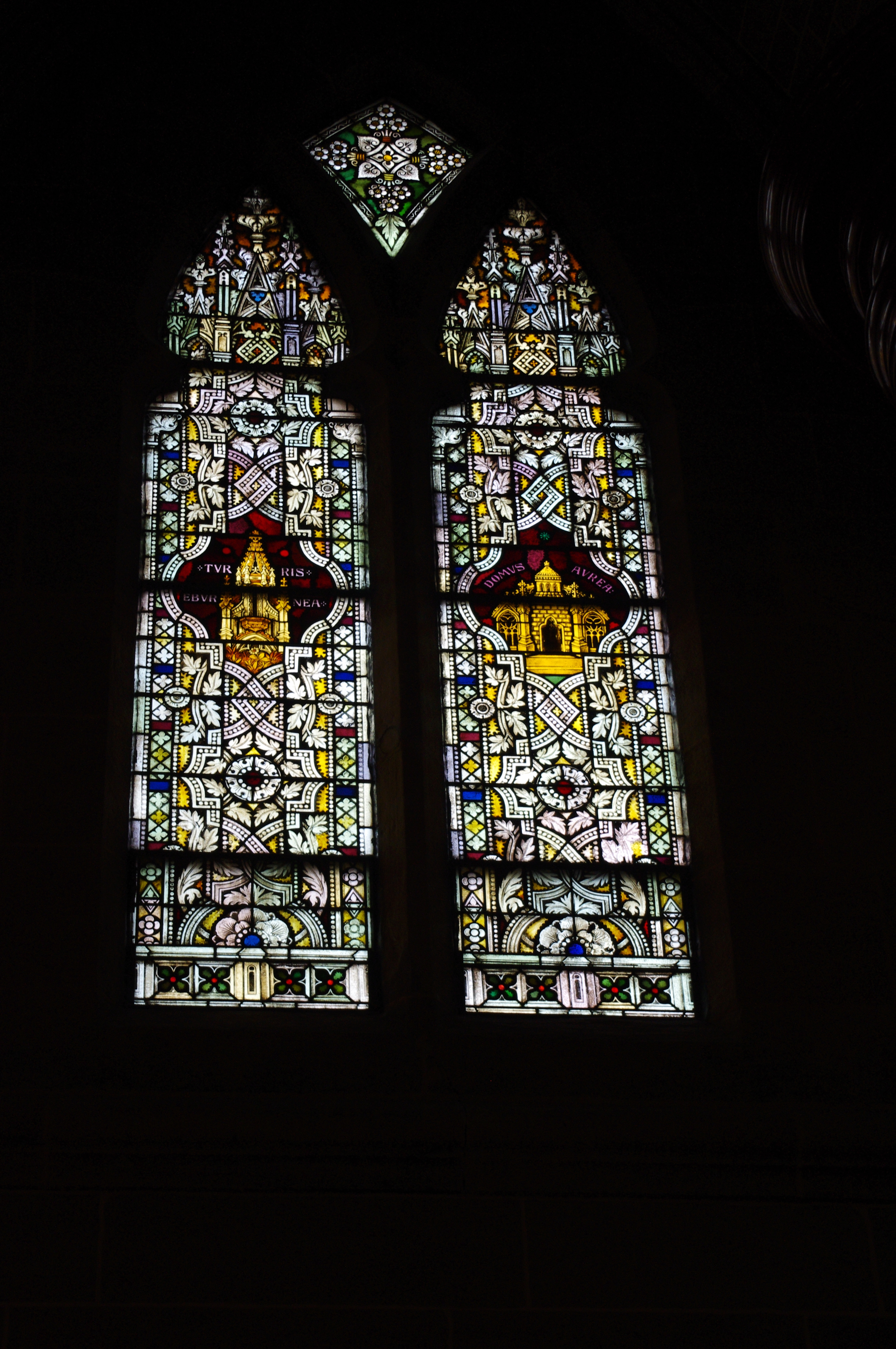
Witraż